# Eric Heinze

Eric Heinze, 2024. augusztus

Eric Heinze a Queen Mary University of London jogi karának Jogtudományi és Humanisztikai Professzora. Elméleti munkássága a jogtudomány, az igazságosság-elmélet és az emberi jogok területeihez kapcsolódik, továbbá a jog és szépirodalom mozgalomhoz.

## Szociális és jogi elmélet
A Coming Clean: The Rise of Critical Theory and the Future of the Left (Tisztázás – A kritikai elmélet áttörése és a baloldal jövője) című könyvében Eric Heinze azt állítja, hogy a progresszív baloldal elfelejti azokat a kritikai módszereket alkalmazni saját történelmére, amelyek révén a nyugati történelmet értelmezi. A National Public Radio-nak adott interjújában Heinze jelzi, hogy célja nem a baloldal „meghatározása”, hanem a baloldali politikát és aktivizmust mozgató „domináns szálak” azonosítása. A The New York Postban arra int, hogy a baloldalnak változtatnia kell emlékezetpolitikáján. Az Irish Times publicistája felveti: egyesek whataboutery-vel vádolhatják Heinzét, amennyiben a baloldali atrocitások hangsúlyozása alkalmas arra, hogy elvonja a figyelmet a jobboldaliakról. A dán Berlingske újság recenziója rámutat: Heinze nem azt állítja, hogy „a progresszíveknek fel kellene hagyniuk a kritikai elmélettel, a diverzitás-politikával, queer-elmélettel vagy feminizmussal”, hanem „újra kell gondolniuk ezek gyakorlatát”.
The Concept of Injustice (Az igazságtalanság fogalma) című könyvében Heinze az általa klasszikusnak tekintett igazság-elméletet vizsgálja Platóntól Rawls-ig. E klasszikusok igazságtalanság-fogalma azon a nyilvánvalónak tekintett előfeltevésen alapul, miszerint „igazságosság” és „igazságtalanság” logikai ellentétek. Heinze számára azonban az ősi és modern nyugati nyelvek "igazságtalansága" pusztán etimológiai koincidencia. Bár ellentétekként jelennek meg bizonyos normákat kritikátlanul feltételező, konvencionális összefüggésekben, ezeken túllépve a két fogalom közti kapcsolat sokkal összetettebbé válik.
A tartós félreértés meghaladására Heinze a „posztklasszikus” igazság-elmélet fogalmát javasolja, irodalmi szövegekre támaszkodva példaként, ahogy azt a Law & Literature folyóiratban korábban publikált munkáiban is tette. A Law & Critique folyóiratban közölt cikkébenAdrian Howe feminista szakíró méltatja Heinze hozzájárulásait a kritikai elmélethez, amelyek alternatív olvasatokat kínálnak William Shakespeare műveihez. A Tévedések vígjátéka kapcsán Howe kifejti, hogy a tudósok még a 20. században sem tételeztek komolyabb szocio-legális kritikai szándékot e frivolnak tekintett színműben, miközben Heinze „szocio-legális dualitások sorát tárja fel benne; úr–szolga, férj–feleség, bennszülött–idegen, szülő–gyermek, uralkodó–parlament, vevő–eladó." Heinze rámutat, hogy a darab "a »komédia« és a »tévedés« fogalmaival operálva tükröz problematikus, a dominancia és alárendeltség hagyományos, de változóban levő modelljein alapuló relációkat”. Howe hozzáteszi, hogy Heinze olvasatában "a darab a kiváltságos férfi nézőpontját kérdőjelezi meg”.

## Szólásszabadság
Az emberi jogok területén Heinze gyakran vitatta a szólásszabadságnak a gyűlöletbeszéd tilalmában megnyilvánuló nyugat-európai korlátozásait. Heinze amellett érvel, hogy egy modern demokráciának hatékonyabb és legitimebb eszközei is vannak a társadalmi intolerancia leküzdésére, amelyek nem szűkítik a szólásszabadság kereteit a nyilvánosságban. Eric Barendt szólásszabadság-szakértő szerint Heinze további koherencia-problémákat azonosít a gyűlöletbeszéd tiltásában. Heinze kritikája szerint a tilalmat „gyakran azzal indokolják, hogy a faji vagy más csoportokkal szembeni diszkrimináció megakadályozása érdekében szükségesek. Valójában azonban ők maguk tesznek különbséget a gyűlöletbeszéd-törvények által védett csoportok (faji, etnikai, vallási csoportok és melegek) és a védtelenül maradtak (egyéb kulturális csoportok, fizikai és szellemi fogyatékosok, transzszexuálisok) között.”
Hate Speech and Democratic Citizenship (Gyűlöletbeszéd és demokratikus állampolgáriság) című könyvében Heinze áttekinti a veszélyes, provokatív vagy sértő beszéd jogszerűségéről folytatott vitákat. Elismeri, hogy egyes demokráciák elég instabilak lehetnek ahhoz, hogy tilalmakra szoruljanak, de ha már átléptek abba a fázisba, amit Heinze „régóta fennálló, stabil és virágzó demokráciának” (LSPD) nevez, a nyilvános diskurzusban való véleménynyilvánítást legitim módon csak „nézőpont-szelektív” alapon, egy nemzetbiztonsági vészhelyzetet jelentő „kivételes állapot” függetlenül felülvizsgálható kritériumai alapján korlátozhatják.
Heinze elismeri, hogy a gyűlöletbeszéd erőszakhoz vezetett Ruandában, a Weimari Német Köztársaságban, a hidegháború utáni Jugoszláviában és más gyengébb demokráciákban. Megjegyzi, hogy ezek közül egyik sem volt LSPD. A teljes értékű demokráciák hatékonyabb és legitim eszközökhöz folyamodhatnak az erőszak és a diszkrimináció leküzdésére, anélkül, hogy büntetniük kellene a provokatív nézeteket valló személyeket. „Az LSPD modell lényegét érintve”, írja Lesley Abdela, "kimutatható, hogy a nyugati demokráciák – bár nem mindig tökéletesen vagy ellentmondásoktól mentesen – erkölcsi és szimbolikus álláspontot képviseltek, és nem csupán periferikus vagy felszínes módon. Az olyan intézkedések, mint a diszkriminációellenes törvények és a pluralista általános iskolai oktatás (és ugyanitt a célzott zaklatás, megfélemlítés és „támadó szavak” tilalma), közvetítik az állam erkölcsi és szimbolikus üzeneteit az intolerancia vagy erőszak ellenében.”
The Most Human Right: Why Free Speech Is Everything (A legemberibb jog — Miért a szólásszabadság mindenek alapja?) című művében Heinze kifejti, hogy a nemzetközileg elismert emberi jogok részben azért mondtak csődöt, mert az intézmények nem tettek különbséget emberi jogok és emberi javak közt. Rámutat, hogy a történelem során számos hagyomány elismerte az alapvető emberi javakat, következésképp az emberi jogoknak, hogy megkülönböztetett szerepet játszhassanak, többnek kell lenniük ezek puszta megnevezésénél. A jog fogalmát vizsgálva Heinze amellett érvel, hogy az emberi javak csak a szólásszabadságon keresztül válhatnak az emberi jogok tárgyává, ami maga után vonja, hogy az emberi jogok fogalma értelmét veszti a demokrácián kívül – és legjobb esetben is az emberi javak fogalmává degradálódik.
Joe Humphreys publicista az Irish Times „Unthinkable” sorozatában így foglalja össze Heinze gondolatmenetét: „Ha nem létezik kellően demokratikus környezet, akkor az, amit »jogként« keresel, csupán »jó«, valami kívánatos, amit egy kormányzat biztosíthat vagy nem.” Hans Ingvar Roth a könyvet a svéd Dixicon oldalon ismertető nemzetközi emberjogi szakértő hozzáteszi: „az sem véletlen, hogy a történelem során számos autoriter vezető először ezt a jogot vette célba, mielőtt belekezdett a többi felszámolásába.”

## Szexualitás
Heinze a szexualitás és az emberi jogok problémáiról is írt. James M. Donovan összefoglalja Heinze nemzetközi szervezetekkel kapcsolatos kritikáinak egy részét, kiemelve, hogy „a szexuális irányultságnak az ENSZ emberi jogi programjába történő felvételének elmulasztása a 20. században nemcsak a szexuális irányultság kizárásához vezetett, hanem további misztifikációjához is, amit viszont alapjául szolgált a további kizárásának. Jennifer Wilson szerint Heinze nézete szemléletesen magyarázza „a transznemű emberek kizárását a diszkriminációellenes törvényekből”. Dag Øistein Endsjø norvég vallástörténész szerint Heinze értelmezésében a szexuális irányultságra vagy identitásra való konkrét utalás hiánya a korábbi nemzetközi emberi jogi dokumentumokban „nem jelenti azt, hogy a [szexuális kisebbségek] alapvető jogai ki lennének zárva ezen egyezmények védelméből”. Simon Obendorf szerint „a homoszexuális jogok valóban méltók a nemzetközi jogi védelemre” de megkérdőjelezi „Eric Heinze azon felhívását, hogy szerződés-alapú eszközt hozzanak létre a nondiszkriminatív elveknek a nemzetközi jogban történő kodifikálására és érvényesítésére a szexuális irányultságra vonatkozóan”. Obendorf vitatja a „szexuális kisebbségek” fogalmát, amelyet Heinze Sexual Orientation: A Human Right (A szexuális irányultság emberi jog) című könyvében úgy határoz meg, mint „olyan emberek, akiknek szexuális irányultsága eltér a domináns heteroszexuális normától”. Susan Sterett felhívja a figyelmet Heinze képlékeny és esetleges szexuális identitásokról és orientációkról alkotott nézetére, rámutatva, hogy Heinze „a szexuális irányultságról szóló diskurzust posztmodern tudásformákra képezi le, amelyek a jogi szubjektum széttöredezettségét hangsúlyozzák.” Conway Blake és Philip Dayle, Heinze azon nézetére reflektálva, miszerint a szexuális kisebbségek gyalogokká váltak egy nemzetközi „érzékenységi játszmában”, ezt írják:
Ebben a játszmában a posztkoloniális rezsimek olyan nacionalista kampányok révén erősítik meg hatalmukat, amelyek a kisebbségi szexuális irányultságokat a nyugati dekadencia megnyilvánulásaiként ábrázolják, a homoszexualitással kapcsolatos tolerancia-programokkal szembeni ellenállást pedig „ősi” és „őshonos” hagyományokban gyökerezőnek. Heinze azt is észrevételezi, hogy a nyugati államok hajlamosak túl buzgón demonstrálni, hogy nem erőltetnek rá „első világi” elvárásokat a „hagyományos” társadalmakra. Ennek következtében a problémás déli államokban egyfajta öncenzúrázó elnézés vált gyakorlattá, önmegadásként a helyi kulturális hiedelmek előtt. Azaz Heinze sérelmesnek találja, hogy egyes nyugati államok eltűrik az emberi jogok relativizálását a szexualitás kontextusában.

## Nemzetközi emberjogi politika
Heinze nemzetközi joggal és intézményekkel kapcsolatos kritikái túlmutatnak a szólásszabadság és a szexualitás témáin. Más írásaiban azt vizsgálja, hogy a kormányközi és civil szervezetek hogyan politizálódnak át, és mulasztják el betartani saját kitűzött programjukat. Rosa Freedman szerint Heinze kimutatja, hogyan folyamodtak az ENSZ Emberi Jogi Tanácsának, illetve elődjének, az ENSZ Emberi Jogi Bizottságának tagállamai ismételten tömbszavazáshoz, hogy rendszerszinten, rögzült módon biztosítsák a figyelem „mellékágra terelését” a legsúlyosabb emberi jogi helyzetek ügyében.
A politikai kompromisszumot és eseti megközelítéseket szorgalmazó szerzőkkel ellentétben Heinze azt állítja, hogy a normák és sztenderdek egyetemesen pártatlan alkalmazásának kritériuma szükségszerűen benne van az emberi jogok minden értelmezésében. Továbbá figyelmeztet arra, hogy mivel az emberi jogok politikai rendszerektől függetlenül, minden államra érvényesen fogalmazódtak meg, eleve nem felelhetnek meg teljes mértékben egy demokratikus állam követelményeinek.
A The Most Human Right (A legemberibb jog) című művében Heinze azt állítja, hogy az emberi jogok fogalma annyira felhígult a nemzetközi jogban és szervezetekben, hogy alig vagy egyáltalán nincs értelme. Úgy látja, a kormányok és nemzetközi szervezetek nem tettek adekvát módon különbséget az emberi jogok és emberi javak fogalmai közt. A javak sorába tartozik, hogy nem kínozzák az embert, vagy hogy elegendő élelemhez juthat, de ezek csak akkor nyilvánulnak meg emberi jogok tárgyaként, ha a polgároknak módjukban áll nyíltan és félreérthetetlenül kiállni értük, a kormányuk kritizálásának széleskörű lehetőségeit is beleértve. Különben legjobb esetben sem marad más, mint az emberi javak államilag monopolizált menedzsmentjei, amelyek Heinze szerint szöges ellentétei a polgárok által kontrollált emberi-jogi rendszereknek.

## Karrier
Az Université de Paris License és Maîtrise fokozatainak elnyerése után Heinze DAAD-ösztöndíjasként a Freie Universität Berlin egyetemen folytatta tanulmányait. A Harvard Law School hallgatójaként szerzett Juris Doctor címet. Fulbright-ösztöndíjjal az Universiteit Utrecht látogatója. Jogi doktorátusát az Universiteit Leiden egyetemen abszolválta.
További díjak és eredmények: a Nuffield Foundation kedvezményezettje; Chateaubriand-ösztöndíj (Ministère de l'Éducation nationale, France); Sheldon-ösztöndíj (Harvard Law School, továbbiakban HLS); Andres Public Interest ösztöndíj (HLS); C. Clyde Ferguson Human Rights Fellowship ösztöndíj (HLS).
A University of Londonhoz való kinevezése előtt Heinze a genfi International Commission of Jurists keretében és az ENSZ New York-i Közigazgatási Bíróságánál (Administrative Tribunal) végzett munkát. Tanácsadóként dolgozott az Amnesty International, a Liberty és a Media Diversity Institute emberi jogi szervezeteknél. Tagja a The International Journal of Human Rights szerkesztőbizottságának, valamint a Rivista Italiana di Filosofia Politica (az Olasz Politikai Filozófiai Társaság folyóirata) (2021 – napjainkig), a Heliopolis: Culture Civiltà Politica (2020 – napjainkig) és a University of Bologna Law Review (2018 – napjainkig) tanácsadó testületeinek.

## Publikációk
Heinze számos jogelméleti és filozófiai könyv szerzője. Legfontosabb művei:
- Sexual Orientation: A Human Right (Kluwer 1995) (bolgár kiadás: Trud/Infonet, Szófia 2002; román kiadás: Tehnica-Info, Chişinău 2002; orosz kiadás: Idea Press, Moszkva 2004)
- Of Innocence and Autonomy: Children, Sex and Human Rights (szerkesztő, Ashgate 2000 / Routledge 2017)
- The Logic of Liberal Rights (Routledge 2003 / Routledge 2017)
- The Logic of Equality (Ashgate 2003 / Routledge 2017)[40]
- The Logic of Constitutional Rights (Ashgate 2005 / Routledge 2017)
- The Concept of Injustice (Routledge 2013)
- Hate Speech and Democratic Citizenship (Oxford University Press 2016)
- The Most Human Right: Why Free Speech is Everything (The MIT Press, 2022) (kínai kiadás: Motifpress, Taipei 2023)
- Coming Clean: The Rise of Critical Theory and the Future of the Left (The MIT Press, 2025)

## Fordítás
Ez a szócikk részben vagy egészben  az   Eric Heinze című angol Wikipédia-szócikk ezen változatának fordításán alapul.  Az eredeti cikk szerkesztőit annak laptörténete sorolja fel. Ez a jelzés csupán a megfogalmazás eredetét és a szerzői jogokat jelzi, nem szolgál a cikkben szereplő információk forrásmegjelöléseként.